# Camp militaire Nyamunyunyi
Le camp militaire Nyamunyunyi est situé dans le territoire de Kabare, à proximité de l'aéroport de Kavumu, dans la province du Sud-Kivu, en république démocratique du Congo (RDC). Ce site est principalement utilisé comme centre de cantonnement dans le cadre du programme de désarmement, démobilisation et réinsertion (DDR) des anciens combattants.

## Histoire
Le camp de Nyamunyunyi a été établi pour servir de lieu de rassemblement des ex-combattants dans l’est de la RDC, une région marquée par des conflits armés prolongés. Depuis sa création, il a joué un rôle important dans les efforts de stabilisation et de pacification.
En février 2020, 42 membres du groupe armé Nyatura, dirigés par leur chef Mathias Karume, se sont rendus aux Forces armées de la République démocratique du Congo (FARDC). Ils ont été transférés au camp de Nyamunyunyi pour entamer le processus de démobilisation. La même année, environ 1 200 combattants s’étaient rendus et cantonnés dans ce camp selon Clovis Munihire Maheshe, Coordonnateur Interprovincial d’Appui au Processus DDRC (Démobilisation, Désarmement et Réinsertion Communautaire).

## Controverses
Malgré son importance, le camp de Nyamunyunyi est confronté à plusieurs controverses :
- Conditions de vie précaires : Les anciens combattants se plaignent souvent de l’absence d’infrastructures et de ressources suffisantes pour assurer leur bien-être. Ces lacunes incluent un accès limité à la nourriture, aux soins médicaux et à l’eau potable.
- Encadrement insuffisant : Un rapport d’évaluation a révélé que de nombreux combattants restent au camp pendant de longues périodes sans suivi ni activité constructive. Cela a conduit certains d’entre eux à quitter le camp, soit pour rejoindre d’autres groupes armés, soit pour s’impliquer dans des activités criminelles.
- Problèmes de réinsertion : Plusieurs anciens combattants évoquent des difficultés à trouver leur place dans les communautés d’accueil en raison de la stigmatisation et du manque de soutien économique.